# Киевская летопись
Ки́евская ле́топись — памятник истории и литературы, составная часть Ипатьевского списка. Является продолжением «Повести временных лет» и предшествует Галицко-Волынской летописи, охватывает события 1118—1200 годов.
Текст упорядочил около 1200 года игумен Выдубицкого монастыря в Киеве Моисей на основе летописных сводок, составленных при княжеских дворах в разных землях Руси, с определёнными сокращениями и дополнениями. Наличие разных авторов, неодинаковый уровень их образования и таланта отразились на подходе к изложению событий, стиле, оценках фактов. Киевская летопись состоит из погодовых записей, в которые были вплетены летописные рассказы, воинские повести о князьях Игоре Ольговиче, Игоре Святославиче и др. Рассказывается также о Новгороде, Волжской Болгарии, Германии, Чехии, Польше, Венгрии. Главная тема Киевской летописи — Киев и Киевская земля, борьба за стольный град между Мономаховичами и Ольговичами, призывы к единению Руси в борьбе против иноземных завоевателей. В Киевскую летопись включены отдельные летописные произведения — повесть об убийстве Андрея Боголюбского в 1174, повесть о походе Игоря Святославича на половцев 1185 и др.
Киевская летопись — самая большая древнерусская хроника, в Ипатьевском списке, общий объём которого 307 листов, она занимает 139 листов. Помимо Ипатьевского списка, Киевская летопись сохранилась в Хлебниковском, Погодинском и трех других поздних летописных списках: Ермолаевском, Краковском и списке Яроцкого.

## Языковые особенности
Киевская летопись написана на гибридном церковнославянском языке, а язык некоторых её фрагментов (особенно — прямой речи) оказывается приближен к языку бытовой письменности, хотя и содержит некоторое количество церковнославянских элементов. В Киевской летописи широко представлена общеупотребительная и военная лексика.
А. А. Зализняк обращал внимание на то, что светская прямая речь в Киевской летописи более других ранних восточнославянских памятников близка по синтаксису к берестяным грамотам. Ярче всего это проявляется в положении энклитик. Большая часть энклитик располагается в светской прямой речи Киевской летописи в соответствии с законом Вакернагеля и, так же как расположение энклитик в ранних берестяных грамотах (XI-ХIII вв.), точнее всего отражает ситуацию живого древнерусского языка. Эта особенность значительно отличает Киевскую летопись от других ранних летописей.

## Хронология известий
По подсчётам Н. Г. Бережкова за 1118—1198 годы в летописи 46 мартовских лет, 35 ультрамартовских.
6626-6631 (1118—1123) годы мартовские, 6632 и 6633 оба относятся к 1124 году, 6634-6647 ультрамартовские (то есть относятся к 1125—1138 годам), 6648 год соединяет описание 1139 и 1140 годов, 6649-6663 (1141—1155) мартовские, 6664 и 6665 относятся к 1156 году, 6666-6675 ультрамартовские (относятся к 1157—1166 годам). Далее «в летописи большая хронологическая путаница. События с середины 1166/7 по 1170/1 летопись дает в статьях с обозначениями, превышающими мартовские на две единицы (статьи под 6676-6680) и даже на три (под 6681), а затем соединяет в статье под 6682 события 1171, 1172 и 1173 годов». Затем под 6683-6685 излагаются события 1174—1176 годов, то есть они ультрамартовские. События 6686-6708 (1177—1198) в большинстве мартовские, но события 1179—1184 гг. даны под 6686-6691, то есть на единицу меньше мартовских. В Хлебниковском списке сооружение стены монастыря, рассказом о котором завершается Киевская летопись, отнесено к 6706 году, в Ипатьевском повествование разбито на 6707 (закладка) и 6708 (освящение) годы.